# Vabre-Tizac
 Vabre-Tizac  là một xã ở tỉnh Aveyron, thuộc vùng Occitanie ở miền nam nước Pháp.